# St. Coloman (Harting)

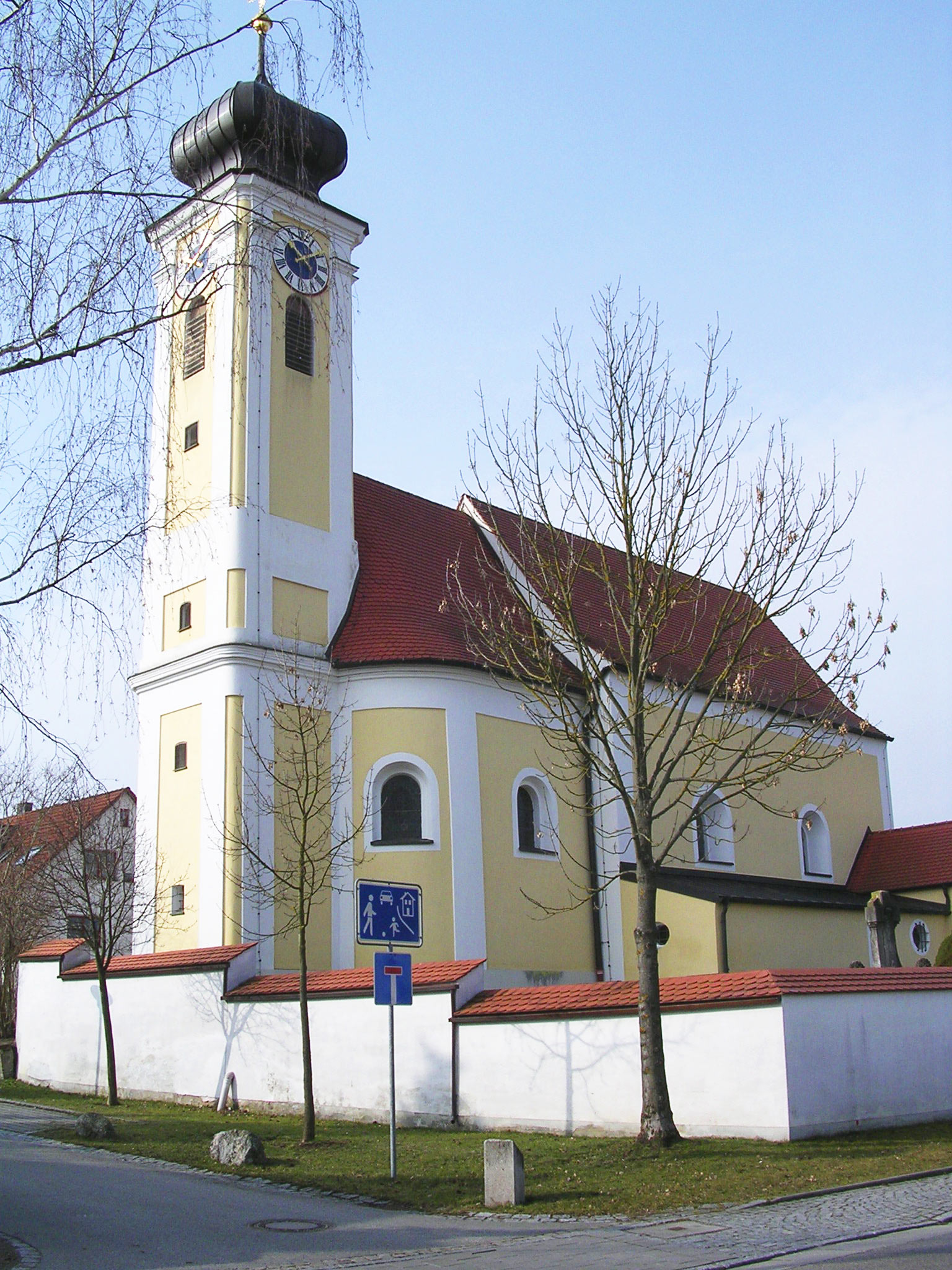
St. Coloman in Harting

St. Coloman ist eine denkmalgeschützte römisch-katholische Filialkirche in der Neutraublinger Straße 26 im Ortsteil Harting der Stadt Regensburg (Bayern). Die Kirchengemeinde ist als Filialkirche an die Pfarrei Burgweinting angeschlossen.

## Geschichte
Die ehemals romanische Doppelkapelle ist eine Saalkirche mit eingezogenem Chor, einem Ostturm mit Zwiebelhaube und einem Langhaus aus dem 12. Jh. Chor und Ostturm stammen aus dem 18. Jh. Die heutige barocke Gestalt erhielt die Kirche durch den Abt Frobenius, dessen Wappen heute noch am Chorbogenscheitel zu sehen ist. Von 2006 bis 2007 erfolgte eine Sanierung der Kirche. Die Kirche ist nur zu Gottesdienstzeiten zugänglich.

## Gebäude und Ausstattung
Das Kirchengebäude ist von einer hohen Mauerumfriedung umgeben. Das Langhaus, der Chor und der Turm sind reichhaltig durch Bänder- und Lisenenunterteilungen verziert. An der Nordseite des Langhauses ist ein flacher Anbau angefügt, der als Sakristei dient. An dessen Westwand befindet sich ein kleiner Giebelbau, der die Lourdesgrotte beherbergt.
Aus der Romanik hat sich das wuchtige Kreuzgratgewölbe erhalten, das durch die zierlichen Gemälde am Rand von Mathias Schiffer optisch aufgelockert wird. Das große Deckengemälde von zeigt den Tod St. Colomans.
Der Hauptaltar enthält eine Figur des Kirchenpatrons St. Coloman. Auf den Seiten des Hauptaltars sind Figuren der Bischöfe St. Wolfgang und St. Emmeram zu sehen. Der linke Seitenaltar enthält eine spätgotische Marienfigur.

## Orgel

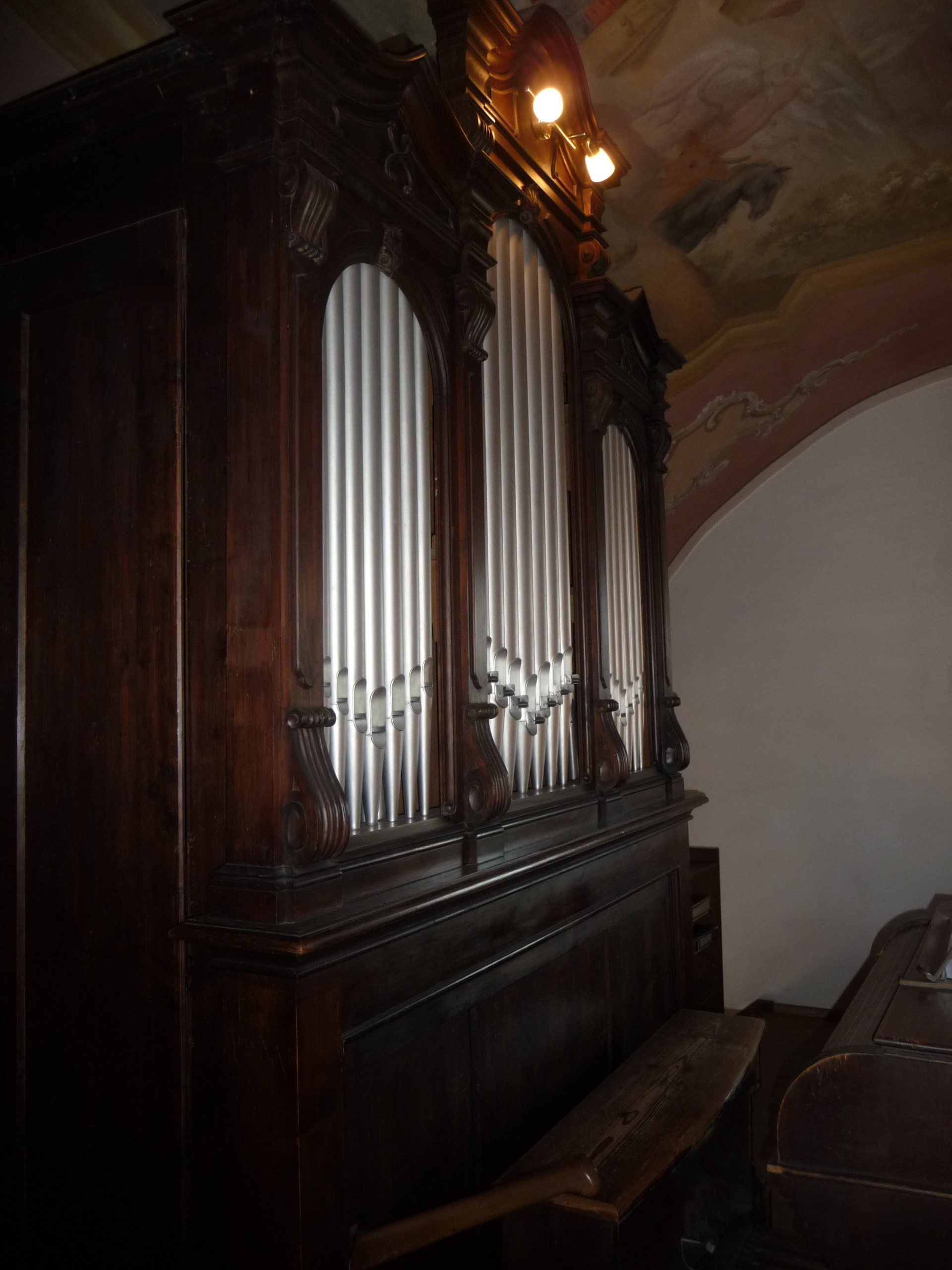
Orgel von St. Coloman

Die Orgel ist ein schönes Beispiel für den kleinsten gebauten Orgeltyp der Firma Binder & Siemann. Sie wurde als Opus 59 im Jahr 1897 erbaut, hat vier Register mit pneumatischer Traktur und ist noch komplett im Originalzustand erhalten. Sie wurde im Frühjahr 2023 durch die Firma Jann renoviert. Die Disposition lautet:
| Manual C–f3 |            |    |
| 1.          | Gedeckt    | 8′ |
| 2.          | Salicional | 8′ |
| 3.          | Principal  | 4′ |

| Pedal C–d1 |        |     |
| 4.         | Subbaß | 16′ |

- Koppel: I/P